# عالم جديد شجاع
عالم جديد شجاع أو عالم رائع جديد (بالإنجليزية: Brave New World)‏ هي رواية بقلم ألدوس هكسلي. كتبها في عام 1931م ونشرت في عام 1932م، تنتمي لفئة الخيال العلمي، وتعتبر من أول الروايات من هذا النوع. تتناول الرواية قصة الحياة في المستقبل حيث يسيطر العلم على البشر، تختفي المشاعر، ويقوم النظام بالسيطرة على الناس من خلال المخدرات والسيطرة على التكاثر من خلال إنتاج أطفال محددي الوظائف والرغبات، في مجتمع الكل به سعيد لكنه معدوم الحرية. تم ترجمة هذه الرواية إلى العربية من قِبل محمود محمود محمد مدير تحرير مجلة الكاتب المصري تحت عنوان العالم الطريف وكان ذلك في 1946م.

## العنوان
استقى ألدوس هكسلي عنوان روايته من مسرحية العاصفة حيث تخاطب ميراندا ابنة بروسبرو وتقول:
أراد الكاتب وليم شكسبير من هذه العبارة السخرية لأن براءة المتحدثة (ميراندا) توضح أنها فشلت في التعرف على طبيعة الشر لزوار الجزيرة، وفي رواية عالم جديد شجاع يتبين لاحقاً بأن أحد الشخصية (جون الهمجي) قد اطلع على مجموعة من مسرحيات شكسبير ومنها تعلم القراءة والكتابة وقد تأثر بها.

## ملخص الرواية
يعبر فيها عن خوفه من سيطرة العلم على حياة الناس. يصور في هذا الكتاب مدينة العلماء الفاضلة بكل ما فيها من مساوئ. في هذا العالم الجديد. عالم العقاقير والآلات. تنتفي منه العاطفة والشعر والجمال. في هذا العالم الجديد كل شيء آلي، ولعل هكسلي من بين الكتاب جميعا هو الكاتب الوحيد الذي يستطيع أن يصور نتائج العلم بجرأة ووضوح، وهو في هذا الكتاب عالم وشاعر، يرسم لنا صورة مدهشة يتقزز منها القارئ كما تقزز منها الكاتب. في هذا الكتاب يتخيل هكسلي أن العلم سوف يصل بنا إلى حد الاستغناء عن الزواج وتكوين الأجنة في القوارير بطريقة علمية بدلا من تكوينها في الأرحام والأطفال. بحكم تركيبهم الكيميائي. طبقات خمس(أ، ب، ح، هـ، و) كل طبقة تعد إعدادًا خاصًا يلائم، تكوينها الجثماني واستعدادها العقلي، وعليها أن (كبير في الخـَلق والخـلـق) حتى إن الفرد تكاد تنعدم شخصيته اِنعدامًا تامًا. العالم الجديد ينكر الفردية والاختلاف الشخصي والتقلقل من حال إلى حال. وشعاره الذي يطالعك به الكتاب في الفصل الأول هو (الجماعة، التشابه، والاستقرار). والعالم الجديد تهمه السعادة أكثر مما تهمه المعرفة. وهي سعادة آلية محضة لا توجهها الميول الشخصية وإنما تفرض على النفوس فرضا.
إذا أردت شيئًا في العالم الجديد فإنك لا تفكر فيه ولا تسعى إليه، إنما يكفيك أن تضغط على زر أو تدير مقبض، كما يقول هكسلي، ليكون لك ما تريد. ولاشك أن هذه الحياة. رغم يسرها الشديد. تدعو إلى الملل، كما تؤدي إلى إهمال الفنون الرفيعة، والشعور الديني، والروح العلمية الصحيحة التي تهتم باكتشاف أسرار الطبيعة أكثر مما تهتم بإسعاد الإنسان وراحته.

## أسلوب الراوي
كل هذه الأراء يبثها هكسلي في قصة «العالم الطريف» وهي لسيت قصة بالمعنى المألوف، فهي تنعدم فيها العقدة أو تكاد، ولا تأبه بتحليل الشخصيات. إنما هي قصة أساسها علمي، وكثيرا ما يرسل الكاتب نفسه على سجيتها، لا يتقيد بترتيب معين أو منطق خاص. يدون الأفكار وفقا لتواردها في ذهنه، فيجمع بين المتناقضات، ويؤلف بين القريب والبعيد، والعلوي والسفلي في أسطر قلائل. وينتهي به هذا أحيانا إلى شيء من الغموض.

## نقد الرواية
النقد لهذا الكتاب -بل لأكثر ما كتب هكسلي- أنه سلبي، أي أن الكاتب يسخر ويتقزز دون أن يقدم لنا جديدا. فهو يهدم ولا يبني. إذا ذهب إلى السينما شاهد قصصا تقشعر لها بدنه، والجمهور المحتشد في دار السينما في عينيه قذر بليد في جسمه وعقله.آرائهم سخيفة، وهم مخدوعون في أنفسهم أكبر خداع. وإن قرأ الكتب وجدها سخيفة، مملوءة بالآراء الوضيعة. وإن رحل إلى بلد جديد وجد سكانه أغبياء بلهاء، لا يختلفون عن أولئك الذين خلفهم وراءه في أرض الوطن. وإن بحث في السياسة وجدها فاسدة، وفي الأخلاق وجدها دنسة، وفي الروحية لم يجدها مجرد (تخاطر)، وفي مملكة الحيوان رآها تأكل وتتناسل وتتاكاثر بغير فهم أو ادراك.
و هكذا فيما يتعلق بالمدينة الفاضلة العلمية، فهي ليست إلا خيال فئة من العلماء تمتلئ رؤوسهم بالتفكير المادي، وتخلو من شعلة الروح.
ولا يذكر لنا هكسلي في ما كتب ما مثله الأعلى الذي يرمي إليه. وهو يفعل ذلك إلى درجة ما في كتابه هذا (العالم طريف) فهو ينادي بالعودة إلى البساطة القديمة، وإلى الأمومة الصحيحة، إلى الأطفال ترعاهم أمهاتهم، وإلى الريف الذي لم يلوث بالعلم والمادة. ولم يتعرض هكسلي لبحث المثل العليا، ويتعجب هكسلي لكمية الجهل في العالم، ولضعف النظرة التركيبية عند المفكرين والباحثين. وهو يريد أن يعرف كل شيء، ويعتقد أنه لا يستطيع أن يصل إلى قرار في شأن من شؤون الحياة إلا إن أدرك كل شيء. ولذا تراه لا يتوانى عن الدرس والتحصيل. ويميل هكسلي إلى إخضاع المظاهر المختلفة إلى قاعدة واحدة شاملة، وقد يستطيع في مقتبل العمر أن يقود العالم إلى الخير والسعادة.

## الترجمة العربية
كتب المترجم محمود محمود(مترجم) عندما ترجم الرواية تحت عنوان العالم الطريف مقدمة عام 1947 قال فيها:
مؤلف هذه القصة أولدس ليونارد هكسلي Aldous Leonard Huxley وُلِد في إنجلترا عام ١٨٩٤، ولا يزال حتى اليوم على قيدِ الحياة، لا يَنِي عن الكتابة والتأليف ولا يفتُر، وقد بدأ حياته الأدبية، شاعرًا محتذيًا في ذلك حذوَ أكثر الكتاب المعاصرين، ونشر شعرَه أول الأمرِ في مجلة هويلز Wheels، ثم جمعه في ديوانٍ عنوانه «العجلة المحترقة» The Burning Wheel نشره في عام ١٩١٦. وفي هذه السنة عينها اشترك مع غيره من الأدباء في جمع ديوان «شعر إكسفورد» Oxford Poetry، وقد بقي شاعرًا طوال حياته، مُخالفًا بذلك الكثيرين من أدباء عصره، الذين انحرفوا من الشعر إلى النثر، وهو الآن شاعرٌ ثائر على العالم الذي يقوم على الأسس العلمية، كما أنه ثائر على ازدياد نفوذ العلم في الحياة. وهو في هذه القصة التي نقدمها إلى قراء العربية يتخيل أن الإنسان سوف يتناسل في المستقبل، لا عن طريق الحب والتقاء الرجل بالمرأة، ولكن عن طريق العلم، وتكوين الأطفال بطريقةٍ علمية داخل القوارير، وهكذا يصوِّر لنا هِكسلي العلم في صورةٍ تشمئز منها النفوس وتقشعر الأبدان. ولعل هذا التطرف في الخيال هو الذي جذب إلى هكسلي كثيرًا من القراء.
وهو حفيد توماس هنري هكسلي العالِم الشهير الذي تلقَّى عليه العلمَ ه. ج. ولز، وبين الحفيد وجَدِّه شبَهٌ كبير في الصورة والقَسَمات. وينحدر هِكسلي من ناحية أمِّه من أسرة توماس أرنولد، ناظِر مدرسة رجبي الشهير، ومن بين أقربائه مَن كان أستاذًا، ومَن كان عالمًا، أو شاعرًا، أو روائيًّا. فلو تصوَّرنا هذه المجموعة من الرجال الممتازين حول فراش مولده عام ١٨٩٤، أدركنا ما في دمائِه من مواهب، وقد استطاع بقلَمِه وذكائه أن يرتفع إلى سماء الشهرة.
وهو رجل طويل القامة، نحيل القوام، حتى إن أطفال هامستد Hampstead كانوا يتجمَّعون حوله في شبابه الباكر ويهزءُون به، غير أن طولَ قامته يُخيل للناظر إليه أنه يعيش في عالم غير عالمنا، وأنه شامخ بعظمته، وما أبعد هذا عن الصواب، فإن هِكسلي يتحدث إلى كل مَن يلقاه في سهولةٍ وتواضع، وهو رجل شديد المرَح، لا يتصف بالتزمت، وهو يستعمل في أحاديثه كثيرًا من غريب اللفظ؛ لا لأنه يتكلَّف في الحديث، ولكن لأن الرجل غريب في تفكيره، وهو بحاجةٍ إلى هذه الألفاظ يعبِّر بها عما يختلِج في نفسه، وهو مُولَعٌ بلقاء الشواذ من الناس، ومشاهَدة الشاذ من المناظر؛ لأن به ميلًا نحو الشذوذ.
وقد قاسى كثيرًا وهو في طفولته من ضَعْف بصره، الذي كاد أن يفقده ويعيش ضريرًا أعمى البصر، وقضى أيامًا كثيرة وحده في غرفة مظلمة لا يستطيع القراءة، ولا تقع عيناه على شيء، فانقلب إلى دخيلة نفسهِ يفكر فيها ويتأمل، وكان لهذه الفترة أثرها الكبير في كل ما كتب فيما بعد، وزال الخطر، واسترد الكاتب بصره، ولكنه لا يزال ضعيفَ النظر، وتعلَّم في إكسفورد، وفيها نشر بعض قصائده كما قدَّمتُ، وبعدما أتم دراسته في الجامعة اشتغل بالصحافة، ونشر عدة مقالات جمعها في كتابه «على الهامش» On the Margin ثم جمع بعضًا من قصصه في كتابٍ سمَّاه «السجن» Limbo، وهو فاتحةُ عهدٍ جديد في حياته الأدبية.
وبعد «السجن» مارس كتابة الرواية الطويلة، مستوحيًا فيها الكاتب توماس بيكوك Thomas Peacock المعروف بسعة الاطِّلاع وبروح التهكم، وقد أخذ هِكسلي عنه منهجه في الرواية، فلم يكن في يومٍ من الأيام روائيًّا بالمعنى الصحيح، إنما هو رجلٌ واسع الاطلاع مُتهكم من الناس، وله قدرة عظيمة على القصة القصيرة، ولكنه حينما يحاول القصة الطويلة، يتخذ من خياله الروائي وسيلة لبثِّ آرائه.
وهو كاتبٌ متنوع المواهب متنوع الموضوعات، يقول عنه أخوه جوليان Julian إنه الرجل الوحيد الذي يحملُ معه دائرة المعارف البريطانية، حينما يقوم برحلةٍ طويلة أو يطوف حول العالم، ولكنه — برغم اطِّلاعه الواسع — لا يقتصر عند حد النظر، بل يتعداه إلى العمل، يستمتع بالفكر كما يستمتع بالحس، فهو كثير الإدمان في القراءة، ولكنه رجل اجتماعيٌّ حي، وقلَّ من الناس من يجمع مثله بين هاتين الصفتين.
وفي مجموعة قصصه التي جمعها تحت عنوان «السجن»، وفي روايته «الكروم الأصفر» Crome Yellow تتبين قدرته العظيمة على السخرية من المتكبرين والأدعياء، ورواياته مليئة بالصور الإنسانية التي تتميز بالتهكُّم المرِح، وقد خص بسخريته أبناء الطبقة الراقية، فأثار على نفسه سخطهم، ولكنه لم يعبأ بهم ولم يكفَّ عن الضحك منهم، وفي روايته «الكروم الأصفر» يعلن تلك المشكلة الكبرى التي حاوَلَ أن يحلها في كل ما كتب، فقد جاءت في هذه الرواية العبارة الآتية:
يدخل الرجل هذه الدنيا ومعه آراء مجهَّزةٌ عن كل شيء، وله فلسفة يحاول أن يُخضع لها الحياة، في حين أنه كان من الواجب أن يحيا المرءُ أولًا، ثم يحاول بعد ذلك أن يلائم بين فلسفته وبين الحياة كما عرفها. إن الحياة والحقائق والأشياء معقدة تعقيدًا شديدًا، مع أن الآراء — مهما تعسرت — تخدعنا ببساطتها. كل شيء غامض مضطرب في عالم الحياة، وكل شيء واضح في عالم الآراء، فهل من العجب بعد هذا أن يكون الرجل منا بائسًا في حياته تعسًا؟
ويتبين لنا من هذا أن هِكسلي لا يحب أن يتشبث بالمبادئ والأصول وقواعد العلم، وإنما يقيم وزنًا كبيرًا للمعارفِ العملية وتجارب الحياة. كان هِكسلي من رجال الفكر، وهو يفخر بذلك، ولكنه — برغم هذا — كان قادرًا، بل ومتحمسًا، على أن يستفيد من الخبرة والتجربة.
وصل إلى لندن بعدما أتم دراسته الجامعية ورأسه مفعم بالنظَريات، ثم أحس بشيءٍ من القلق، ولم يطمئن إلى نظرياته كل الاطمئنان، وأدرك أنها لا تعالج مشاكل الحياة الكبرى، فتمم الرأي بالخبرة، والعلم بالتجربة. أدرك أن حجرة المعلم لها جمال البساطة، ولكن بالأرض والسماء كنوزًا غنية من المعارف، لا تخضع لأي نظامٍ فلسفي، ولا يحلم بها رجال الفكر. أدرك هِكسلي بعد قدومه إلى لندن أن آراءه لا تقنعه كل الإقناع، واشتغل بالصحافة، ورأى عن كثب سلوكَ الرجال والنساء، وكيف تسير الأمور، فتعلم ألوفَ الأشياء التي لم يتطرق إليها منهج الجامعة، فجمع هِكسلي بين الثقافة النظرية والخبرة العملية.
وهِكسلي من أبناء الطبقة المتوسطة، لا هو بالغني الذي يتوفَّرُ له الفراغ، ولا بالمعدم الذي يشغل وقته كله بكسب القوت، وقد تأثر بهذا الوضع الاجتماعي في أدبه، فسخر من أبناء الطبقة الرفيعة، كما عبر عن تقزُّزه واشمئزازه من الفقر المدقع، وإنْ كان يعطف على الفقراء، وانتهى هِكسلي إلى شيءٍ من اليأس، لا يرى نفعًا في أي شيء.
ثم ملَّ النقد والسخرية، وانصرف إلى التفكير في مستقبل العلم والعلماء، فكتب من بين ما كتب روايته هذه التي أقدِّمها إلى قراء العربية «العالم الطريف» Brave New World، وفيها يعبر عن خوفه من سيطرةِ العلم على حياة الناس، يصور في هذا الكتاب مدينة العلماء الفاضلة بكل ما فيها من مساوئ، وهو يرى أن العالم الجديد — عالم العقاقير والآلات — تنتفي منه العاطفة والشعر والجمال، في هذا العالم الجديد كل شيء آلي، وكل شيء مرسوم، أو محفوظ في قارورة، والصفة الإنسانية تكاد تنعدم، ولعل هِكسلي من بين الكتَّاب الأحياء جميعًا الكاتب الوحيد الذي يستطيع أن يصور نتائج العلم بجرأة ووضوح، وهو في هذا الكتاب عالم وشاعر، يرسم لنا صورة مدهشة يتقزز منها القارئ، كما تقزز منها الكاتب.
في هذا الكتاب يتخيل هِكسلي أن العلم سوف يصلُ بنا إلى حدِّ الاستغناء عن الزواج وتكوين الأجنَّة في القوارير بطريقةٍ علمية بدَلًا من تكوينها في الأرحام، والأطفال — بحكم تركيبهم الكيمائي — طبقات خمس: «أ، ب، ج، د، ه»، وكل طبقة تُعدُّ إعدادًا خاصًّا يلائم تكوينها الجثماني واستعدادها العقلي، وعليها أن تؤدي في الحياة عملًا معينًا لا تغيره ولا تحيد عنه، وبين أبناء الطبقة الواحدة تشابَه كبير في الخَلْق والخُلُق، حتى إن الفرد تكاد تنعدم شخصيته انعدامًا باتًّا. العالم الجديد ينكر الفردية والاختلاف الشخصي والتقلقل من حالٍ إلى حال، وشعاره الذي يطالعك به الكاتب في الفصل الأول من الكتاب هو: «الجماعة، والتشابه، والاستقرار»، والعالم الجديد تهمه السعادة أكثر مما تهمه المعرفة، وهي سعادة آلية محضة لا توجهها الميول الشخصية، وإنما تُفرَض على النفوس فرضًا.
إذا أردتَ شيئًا في العالم الجديد، فإنك لا تفكر فيه ولا تسعَى إليه، وإنما يكفيك أن تضغط على زرٍّ أو تدير مقبضًا — كما يقول هِكسلي — ليكون لك ما تريد، ولا شك أن هذه الحياة — رغم يُسرِها الشديد — تدعو إلى الملل، كما تؤدي إلى إهمال الفنون الرفيعة، والشعور الديني، والروح العلمية الصحيحة التي تهتم باكتشاف أسرار الطبيعة، أكثر مما تهتم بإسعاد الإنسان وراحته.
كل هذه الآراء يبثها هِكسلي في قصة «العالم الطريف»، وهي ليست قصة بالمعنى المألوف؛ فهي تنعدم فيها العقدة أو تكاد، ولا تأبه بتحليل الشخصيات، وإنما هي قصة أساسها علمي، تهتم بشرح الآراء وتحليل الأفكار، وبنقد الحضارة الإنسانية من أساسها، وكثيرًا ما يرسل الكاتب فيها نفسه على سجيَّتِها، لا يتقيد بترتيبٍ معين أو منطق خاص، يدوِّن الأفكار وَفقًا لتواردها في ذهنه، فيجمع بين المتناقضات، ويؤلِّف بين القريب والبعيد، والعلوي والسفلي في أسطرٍ قلائل، ويؤدي به هذا أحيانًا إلى شيءٍ من الغموض.
ونقدي لهذا الكِتاب — بل ونَقدي لأكثرِ ما كتب هِكسلي — أنه سلبي؛ أيْ إنَّ الكاتب يسخر ويتقزز دون أن يقدِّم لنا جديدًا، فهو يهدم ولا يبني. إذا ذهب إلى السينما شاهد قصصًا يقشعر لها بدنه، والجمهور المحتشد في دار السينما في عينيه قذر بليد في جِسمِه وعقله، آراؤهم سخيفة، وهم مخدوعون في أنفسهم أكبر خداع، وإنْ قرأ الكتب ألفاها سخيفة ومليئة بالآراء الوضيعة، وإنْ رحل إلى بلدٍ جديد ألفى سكانه أغبياء بلهاء، لا يختلفون عن أولئك الذين خلَّفهم وراءَه في أرض الوطن، وإنْ بحث في السياسة وجدها فاسدة، وفي الأخلاق أَلْفاها دَنِسة، وفي الروحية لم يجدها سوى مجرد «انتقال أفكار» telepathy، وفي مملكة الحيوان رآها تأكل وتتناسل وتتكاثر بغير فهمٍ أو إدراك، وهكذا الأمر يتعلق بالمدينة الفاضلة العلمية؛ فهي ليست إلا خيالَ فئةٍ من العلماء تمتلئ رءوسهم بالتفكير المادي، وتخلو قلوبهم من شعلة الروح.
ولا يذكر لنا هِكسلي في أكثر ما كتب ما مثله الأعلى الذي يرمي إليه، وهو يفعل ذلك إلى درجةٍ ما في كتابه هذا «العالم الطريف»؛ فهو هنا ينادي بالعودة إلى البساطة القديمة، وإلى الأمومة الصحيحة، إلى الأطفال ترعاهم أمهاتهم، وإلى الريف الذي لم يُلوَّث بالعلم والمادة. ولم يتعرض هِكسلي لبحث المُثل العليا، وإصلاح عيوب المجتمع بصورةٍ جدِّيَّة إلا في كتابه «الوسائل والغايات»، الذي سبق لي أن نقلته إلى اللغة العربية ونشرَتْه لجنةُ التأليف والترجمة والنشر. في هذا الكتاب عرضٌ ونقد وإصلاح لوسائل الحكم والإدارة الحديثة وللحروب، وفكرة المساواة، والتعليم والدين والمعتقدات والأخلاق، وغير ذلك من الموضوعات التي تهم جمهور القراء المثقفين.
ويتعجب هِكسلي لكمية الجهل في العالم، ولضَعْف النظرة التركيبية عند المفكرين والباحثين. وهو يريد أن يعرف كل شيء، ويعتقد أنه لا يستطيع أن يصل إلى قرارٍ في شأنٍ من شئون الحياة إلا إنْ أدرك كل شيء؛ ولذا تراه لا يني عن الدرس والتحصيل، ويميل هِكسلي إلى إخضاع المظاهر المختلفة إلى قاعدة واحدة شاملة، وقد يستطيع في مقتبل العمر أن يقودَ العالم إلى الخير والسعادة.
وإني لأرجو أن أكون قد وُفِّقت في تعريب هذا الكتاب، وأتمنى أن ينتفع الناس بآراء الكاتب ونظرياته، والله ولي التوفيق

## شخصيات الرواية
- هربرت باكونين
- توماس تومكين
- هنري فوستر
- لينيا كراون
- مصطفى مند
- برنارد ماركس
- فاني كراون
- بنيتو هوفر
- هلمهلتز واطسن
- پولي تروتسكي
- بينيتو هوفر
- داروين بونابرت